# Stazione di Spinetta
La stazione di Spinetta è una stazione ferroviaria posta lungo la linea Alessandria-Piacenza, al servizio della frazione Spinetta Marengo sita nel comune di Alessandria.

## Movimento
Fermano soltanto i treni regionali della relazione Voghera-Alessandria.